# Ракитный (Челябинская область)
Ракитный — посёлок в Варненском районе Челябинской области России. Входит в состав Краснооктябрьского сельского поселения.
Посёлок основан в 1963 году при 4-м отделении совхоза «Заозерный».

## География
Расположен в южной части района, вблизи границы с Республикой Казахстан, на берегу реки Арчаглы-Аят. Расстояние до районного центра села Варна, 62 км.

## Население
| 2002 | 2010 |
| ---- | ---- |
| 276  | ↘247 |

(в 1959 — 17, в 1970—315, в 1983—261, в 1995—309)

## Инфраструктура
- ООО «Заозерное».